# Kristofer Flensmarck
Kristofer Flensmarck, född 20 januari 1976 i Västra Ingelstads församling i Skåne, är en svensk poet och författare.
Flensmarck är uppvuxen i Vä utanför Kristianstad, men bor numera i Malmö. Han debuterade 2005 med diktsamlingen Stilla en björn på Natur & Kultur. Den följdes upp 2007 av Den sista expeditionen, en science fiction- och fantasy-inspirerad diktsamling som utspelas i en postapokalyptisk värld.
I verken Almanacka (2009), F P S (2010) och Navigation (2011) arbetar Flensmarck med så kallad found poetry och sampling, eller vad han själv kallar "dokumentärlyrik". Almanacka består av utdrag ur hans farmors almanacksanteckningar, F P S bygger på anteckningar av Charles Manson, Eric Harris och Dylan Klebold, medan Navigation hämtar sin text från Wikipedia-artiklar om sjöfart och navigation.
Flensmarck säger sig försöka undvika att inspireras av annan skönlitteratur, och menar att hans främsta inspirationskälla är musik, bland annat artister som Brian Eno, The Field och Mogwai. Han ser även film som en viktig idégivare, och nämner regissörer som Michael Haneke och Gus Van Sant.
Flensmarck har publicerats i tidningar och tidskrifter som BLM, 00TAL, Lyrikvännen och Kristianstadsbladet.

## Ljudverk
- 2023 – Signal, Irrlicht förlag, Anti editör

## Digitala verk
- 2011 – #IBKFF (på Twitter)
- 2012 –  (på Podpoesi.nu)

## Priser och utmärkelser
- 2009 – Stockholm Stads Kulturstipendium för Almanacka
- 2011 – Stipendium ur Stina och Erik Lundbergs stiftelse från Svenska Akademien
- 2012 – Sigtunastiftelsens författarstipendium
- 2018 – Stipendium ur Prins Wilhelms stipendiefond, utdelat av Svenska PEN
- 2021 – Natur & Kulturs litterära arbetsstipendium